# Dwight M. Sabin

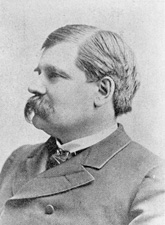
Dwight M. Sabin

Dwight May Sabin, född 25 april 1843 i LaSalle County, Illinois, död 22 december 1902 i Chicago, var en amerikansk republikansk politiker. Han representerade delstaten Minnesota i USA:s senat 1883-1889 och var ordförande i republikanernas federala partistyrelse Republican National Committee 1883-1884.
Sabin deltog i amerikanska inbördeskriget och flyttade 1868 till Minnesota. Han var ledamot av delstatens senat 1872-1875. Han var också ledamot av Minnesota House of Representatives, underhuset i delstatens lagstiftande församling, 1878 och 1881.